# 岸壁

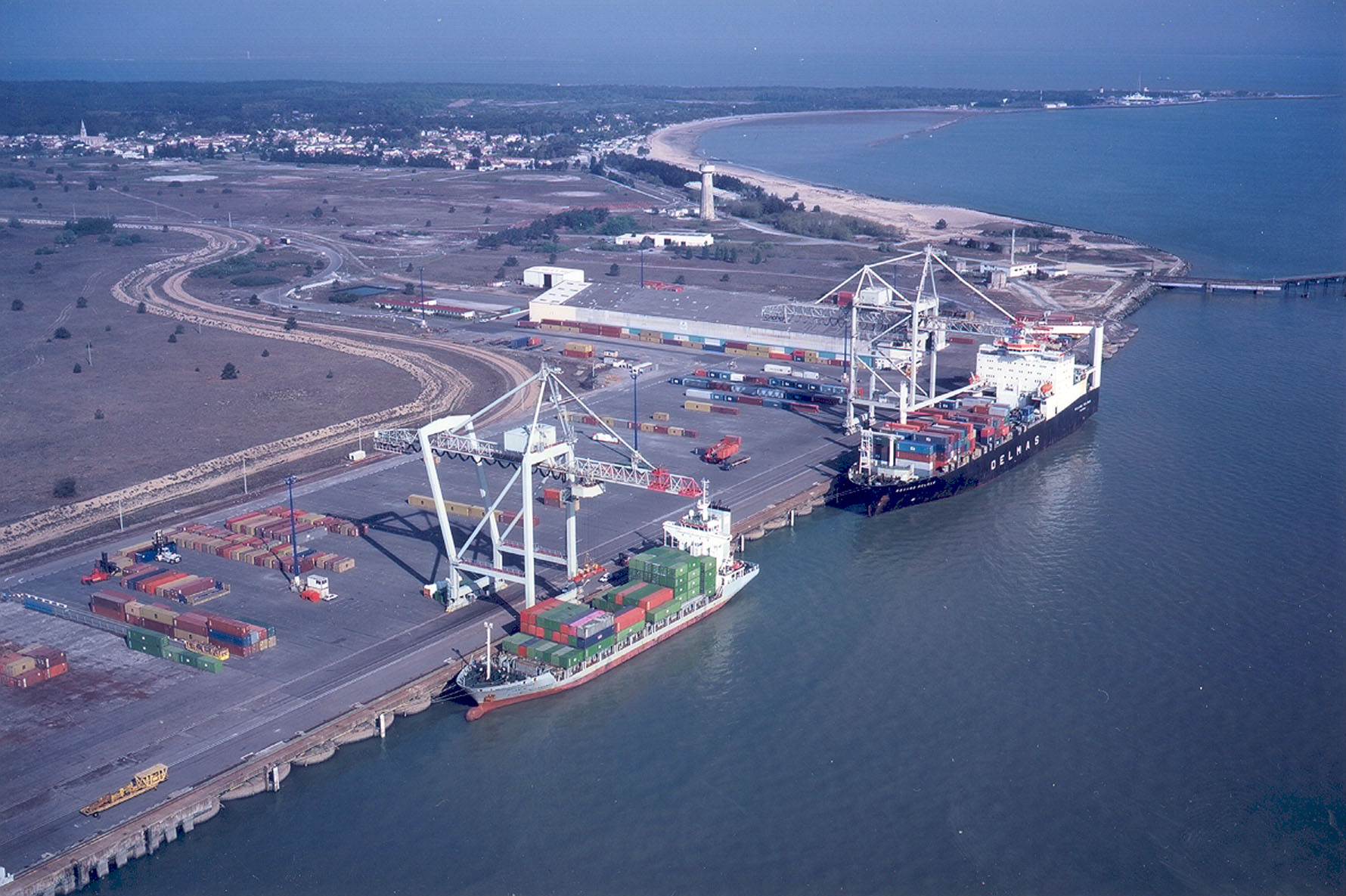
岸壁に接岸する船舶（ボルドー港、フランス）

岸壁（がんぺき）とは、港湾の埠頭における係留施設の一種。係船岸壁、あるいは係船岸（けいせんがん）とも。港湾法では港湾施設の一つと位置付けられている。水域に対して壁状の構造をなしており、船舶を係留して人や貨物の積み卸しができるようになっている。岸壁と同構造で水深が4.5m未満のものを港湾では物揚場（ものあげば）といって区別するが、岸壁と物揚場との間に本質的な差異はないので、本項では物揚場も含めた岸壁構造物について概説する。
岸壁・桟橋には数字とアルファベットがふられており船の航行や国際信号旗で使われている。

## 構造区分
岸壁・物揚場（以下「岸壁」という）はその構造から重力式岸壁・矢板式岸壁に区分される。なお係留施設には岸壁・物揚場以外に桟橋もある。桟橋は多くの場合杭によって支持されており（浮桟橋もある）、船舶を係留する部分が壁状の構造となっていないのが特徴である。

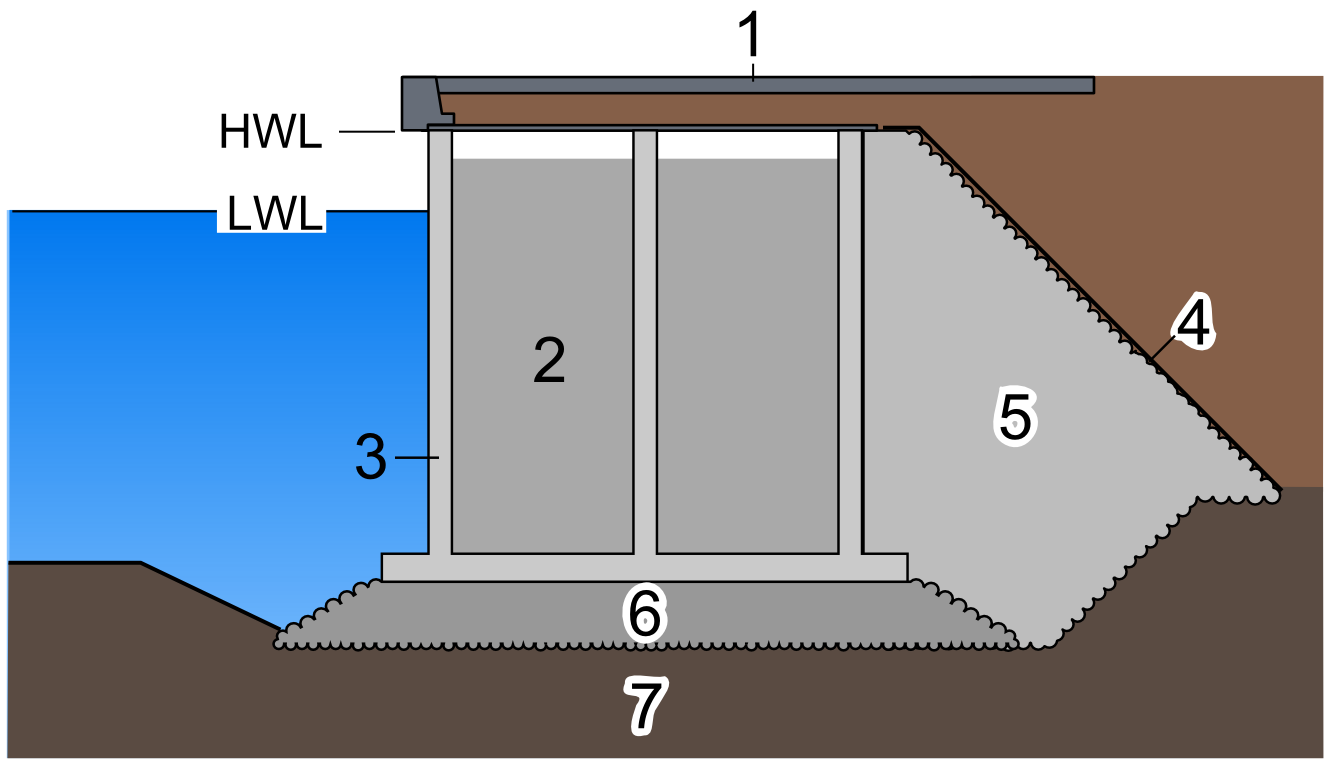
重力式岸壁
1.舗装 2.中詰砂 3.ケーソン 4.砂防シート 5.裏込捨石 6.基礎捨石 7.地盤

### 重力式岸壁
重力式はケーソン・セルラーブロック・L型ブロックなどの壁体を基礎捨石の上に設置し、その重量によって安定性を保つ岸壁形式である。壁体の背後には裏込石が置かれ、さらにその背後には土砂で埋められている。そのため重力式は波浪や船舶着岸時の衝撃への耐性が高く、非常に堅固だが壁体を安定して設置するため、地盤が軟弱で大水深の場所には適さず、地震に弱いのが欠点である。

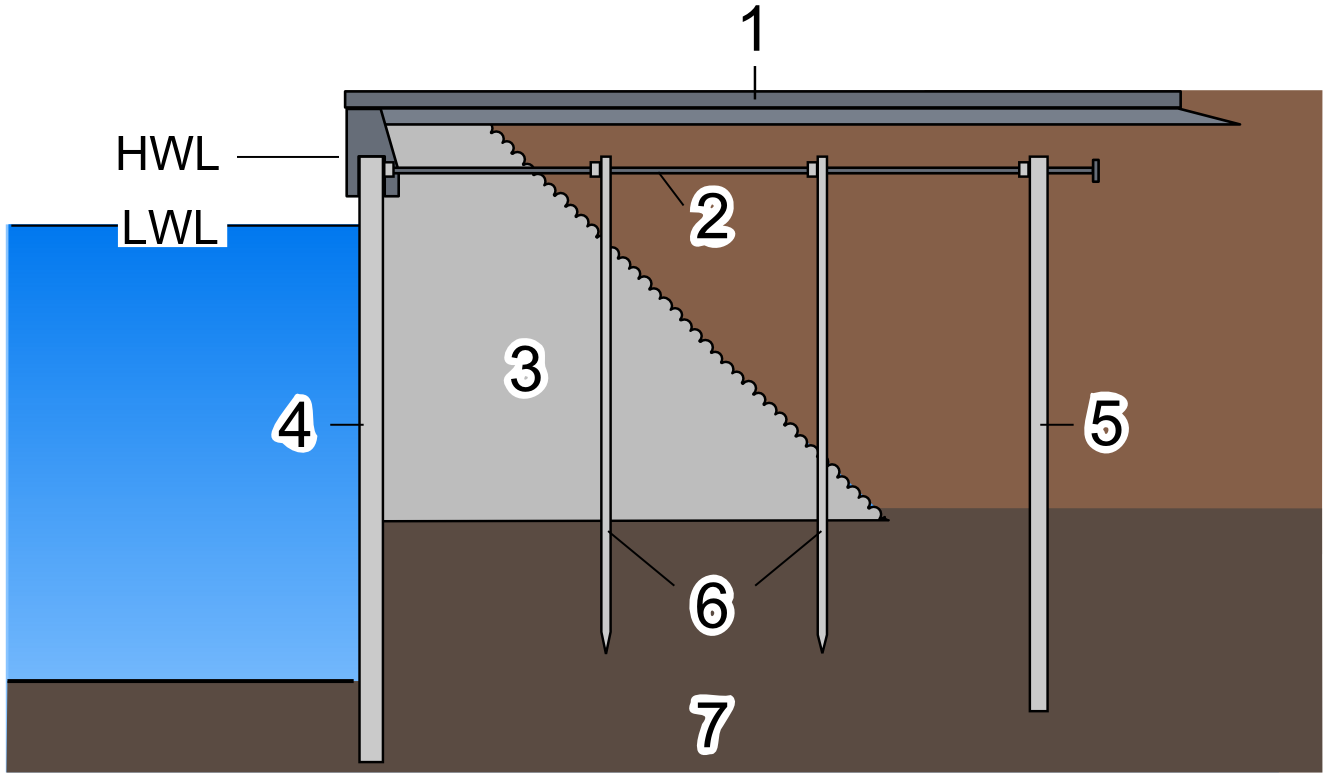
矢板式岸壁
1.舗装 2.タイロッド 3.裏込捨石 4.鋼矢板 5.控え杭（鋼管杭） 6.松杭 7.地盤

### 矢板式岸壁
矢板式は鋼矢板を水底に打ち込み、その背後を土砂で満たす形式である。矢板の安定を図るため、背後に固定設置したアンカーブロック等と矢板の間をタイロッドと呼ばれるロープで連結するのが一般的である。矢板式は基礎を設置する必要がないため、短い期間で建設することができるが、耐久性に乏しいという欠点がある。

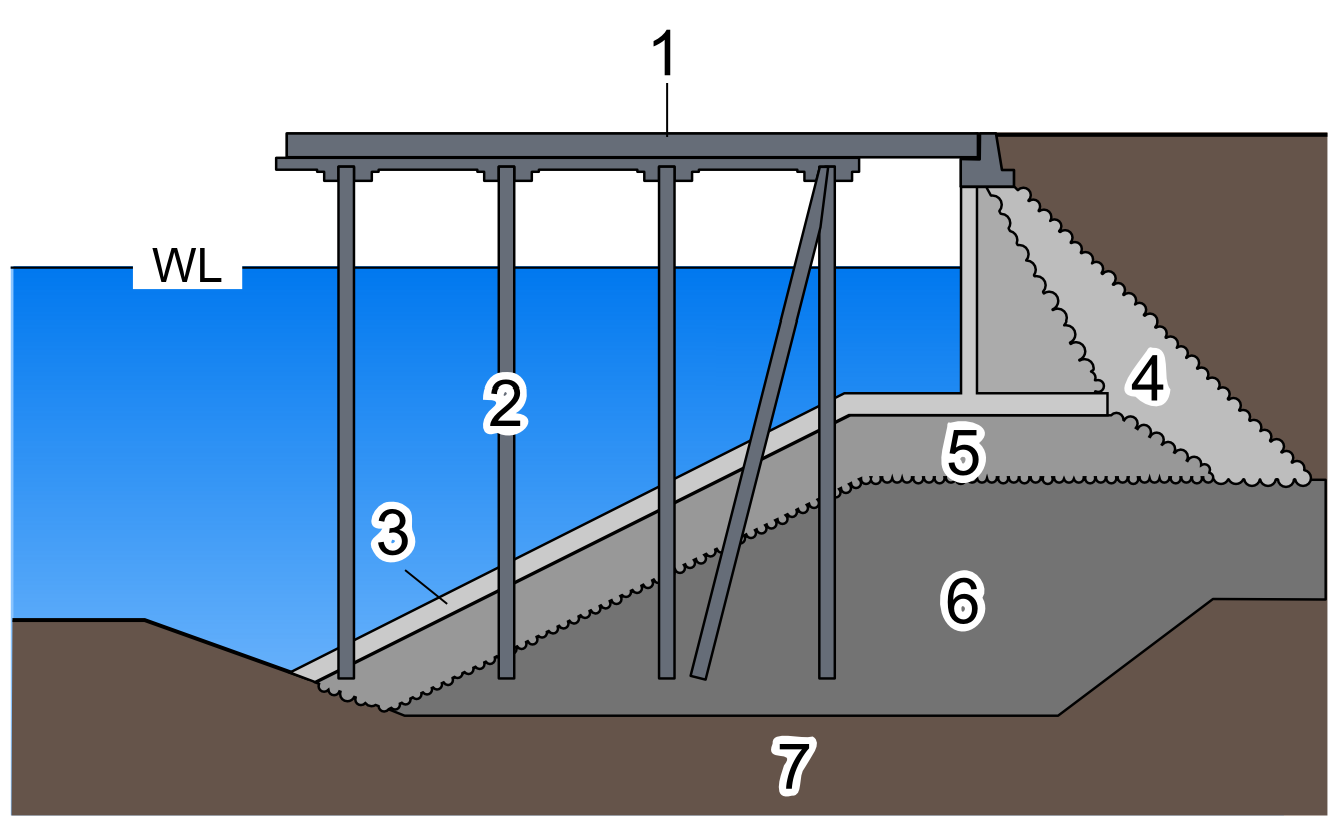
桟橋（直杭式）
1.床板 2.鋼管杭 3.被覆石 4.裏込石 5.基礎捨石 6.置捨砂 7.地盤

## 岸壁の水深
岸壁の水深が大きくなるほど、喫水の深い、より大型の船舶を係留することができる。総トン数が2000tクラスの小さな船舶であれば、水深4.5m程度の岸壁に係留するのが通常であり、小船舶を大水深の岸壁に係留しても、人や貨物の積み卸しができない。港湾全体を見た場合、ほとんどの岸壁は水深10m程度までであるが、現代の国際物流で中心的な役割を担い、船型大型化が著しいコンテナ船が着岸するコンテナ船用岸壁では、水深12m以上が求められる。
現在、アジア-北米・欧州を結ぶ長距離基幹航路に就航する大型コンテナ船が利用するコンテナ埠頭コンテナターミナルの岸壁水深は、水深15-16m程度の規格が一般的である。日本でこの規格に適合するコンテナターミナルを有する港湾は五大港（東京港、横浜港、名古屋港、大阪港、神戸港)、清水港、北九州港がある。